# IFI30
IFI30 (англ. IFI30, lysosomal thiol reductase) – білок, який кодується однойменним геном, розташованим у людей на короткому плечі 19-ї хромосоми. Довжина поліпептидного ланцюга білка становить 250 амінокислот, а молекулярна маса — 27 964.
| 10         |  | 20         |  | 30         |  | 40         |  | 50         |
| ---------- |  | ---------- |  | ---------- |  | ---------- |  | ---------- |
| MTLSPLLLFL |  | PPLLLLLDVP |  | TAAVQASPLQ |  | ALDFFGNGPP |  | VNYKTGNLYL |
| RGPLKKSNAP |  | LVNVTLYYEA |  | LCGGCRAFLI |  | RELFPTWLLV |  | MEILNVTLVP |
| YGNAQEQNVS |  | GRWEFKCQHG |  | EEECKFNKVE |  | ACVLDELDME |  | LAFLTIVCME |
| EFEDMERSLP |  | LCLQLYAPGL |  | SPDTIMECAM |  | GDRGMQLMHA |  | NAQRTDALQP |
| PHEYVPWVTV |  | NGKPLEDQTQ |  | LLTLVCQLYQ |  | GKKPDVCPSS |  | TSSLRSVCFK |
|            |  |            |  |            |  |            |  |            |

A: Аланін

C: Цистеїн

D: Аспарагінова кислота

E: Глутамінова кислота

F: Фенілаланін

G: Гліцин

H: Гістидин

I: Ізолейцин

K: Лізин

L: Лейцин

M: Метіонін

N: Аспарагін

P: Пролін

Q: Глутамін

R: Аргінін

S: Серин

T: Треонін

V: Валін

W: Триптофан

Кодований геном білок за функцією належить до оксидоредуктаз. 
Задіяний у такому біологічному процесі, як імунітет. 
Локалізований у лізосомі.
Також секретований назовні.